# A vadászat (film, 2012)
A vadászat (eredeti cím: Jagten) 2012-ben bemutatott dán filmdráma Thomas Vinterberg rendezésében, Mads Mikkelsen főszereplésével. A történet egy kis dán faluban játszódik karácsony környékén, főszereplője egy férfi, aki tömeghisztéria áldozata lesz, miután egy kislány szexuális zaklatásával vádolják meg.
A filmet a 2012-es cannes-i fesztiválon mutatták be, ahol a főszereplő Mads Mikkelsen el is nyerte a legjobb férfi alakítás díját.

## Cselekmény
Lucas egy kis dán falu közösségének átlagos tagja. Nemrég vált el, próbálja tartani a kapcsolatot a fiával, Marcusszal (aki egyébként hozzá szeretne költözni), és miután elvesztette középiskolai tanári állását, jelenleg egy óvodában dolgozik. Ennek ellenére nagyon szeret a kicsikkel dolgozni és magánéletében is megcsillan a remény, amikor a szintén az óvodában dolgozó emigráns Nadja közeledni kezd hozzá és viszonyt kezdeményez vele.
Mindez azonban egyszeriben összeomlik, amikor az egyik kislány az óvodából hamisan megvádolja azzal, hogy szexuálisan molesztálta (konkrétan, hogy megmutatta neki merev nemi szervét). A kislány Klara, akinek apja, Theo Lucas legjobb barátja. (A filmből kiderül, hogy ez nem történt meg: a kislány nagyobb fiútestvéreitől hallja a "merev nemi szerv" kifejezést, amikor azok egy pornófilmet néznek egy tabletkészüléken, és ezt használja fel, hogy bosszút álljon Lucason, mert az előzőleg visszautasította a kislány "szerelmes" közeledését, sőt figyelmeztette, hogy a szülein kívül nem illik szájon csókolni másokat, amikor a szeretetéhes kislány ezt tette vele egy önfeledt pillanatában.) Amikor az óvoda vezetői kifaggatják, a kislány összezavarodik és végül is "ráhagyja" a faggatózó nevelőkre, hogy Lucas szexuálisan zaklatta őt. A közösség felnőtt tagjai azonnal elhiszik a kislány meséjét és arra ösztönzik, hogy felejtse el az egészet, hogy ne kelljen újra átélnie a (meg sem történt) traumát. (Később már hiába mondja többször is, hogy "csak kitalálta ezt a butaságot", a felnőttek ezt már úgy értelmezik, hogy elnyomja magában a történteket.)
A helybéliek kitaszítják maguk közül Lucast, összeveszik barátnőjével, mert az sem hisz neki teljes meggyőződéssel, és a fiát is kiközösítik.  A legfájdalmasabb, hogy gyermekkori barátja, Theo is megszakítja a barátságát vele, noha nem biztos a bűnösségében, de mivel amúgy is állandóan veszekednek a feleségével, ezért ebben a kérdésben nem akar újabb frontot nyitni vele. Az indulatok elszabadulnak, Lucas öreg kutyáját megölik, Lucast pedig véresre verik a helyi vegyesboltban, ahol megpróbál vásárolni. Theo, Agnes és a lányuk, Klara a kocsiból nézik, amint Lucas véresen sántikál hazafelé a boltból.
A karácsonyi ünnepi misén Lucas botrányt okoz, amikor az ünnepség közepén rátámad Theóra, aki már inkább neki hisz, de ekkor még mindig nem ismeri el ártatlanságát. Klara otthon az ágyában képzeletben maga előtt látja Fanny-t, az elpusztított kutyát és bocsánatot kér Lucastól, akit a szobába benyitó apja helyébe képzel. Ekkor Theo rájön, hogy barátja ártatlan. Később a karácsonyi vacsorából zsebre vág néhány falatot és magához vesz egy üveg italt, és felesége rosszallása ellenére átmegy Lucashoz, hogy kibéküljön vele.
Egy év eltelt. A közösségben enyhültek a feszültségek, Lucas ismét együtt van barátnőjével és fiát, Marcust ünneplik, mint immár nagykorúvá érett vadászt. Az ünnepséget követő vadászaton valaki mégis rálő Lucasra, aki egy fa tövébe kuporodva a szemébe sütő naptól nem látja az elkövetőt. Ez a zárójelenet azt sugallja, hogy az élet sosem lesz már olyan, mint az incidenst megelőzően.

## Szereplők
| Szerep                        | Színész                       | Magyar hang       |
| ----------------------------- | ----------------------------- | ----------------- |
| Lucas                         | Mads Mikkelsen                | Holl Nándor       |
| Theo, Lucas legjobb barátja   | Thomas Bo Larsen              | Rosta Sándor      |
| Klara, Theo lánya             | Annika Wedderkopp             | Koller Virág      |
| Marcus, Lucas fia             | Lasse Fogelstrøm              | Timon Barna       |
| Grethe, az óvodaigazgató      | Susse Wold                    | Zsurzs Kati       |
| Agnes, Theo felesége          | Anne Louise Hassing           | Németh Borbála    |
| Bruun, Marcus keresztapja     | Lars Ranthe                   | Kapácsy Miklós    |
| Nadja, Lucas barátnője        | Alexandra Rapaport            | Nemes Takách Kata |
| Thorsten, Theo fia            | Sebastian Bull Sarning        | Berkes Bence      |
| Johan, vadász                 | Daniel Engstrup               | Sótonyi Gábor     |
| Lars, vadász                  | Steen Ordell Guldbrand Jensen | Potocsny Andor    |
| Bent, vadász                  | Troels Thorsten               | Seder Gábor       |
| Big Carsten, vadász           | Søren Rønholt                 | Garamszegi Gábor  |
| Ole, Grethe ismerőse          | Bjarne Henriksen              | Bartók László     |
| Inger, óvónő                  | Jytte Kvinesdal               | Bessenyei Emma    |
| Bolttulajdonos                | Nicolai Dahl Hamilton         | Láng Balázs       |
| Pénztáros                     | Rikke Bergmann                | Molnár Ilona      |
| Húspultos                     | Allan Wibor Christensen       | Varga Rókus       |
| Pede, Thorsten közeli barátja | Rasmus Lind Rubin             | Bogdán Gergő      |
| Elias, Bruun sógora           | Frank Rubæk                   | Maday Gábor       |
| Erik, Bruun sógora            | Jacob Højlev Jørgensen        | Élő Balázs        |
| Ulla, Johan felesége          | Karina Fogh Holmkjær          | Sági Tímea        |
| Kirsten, Lucas volt felesége  | Katrine Brygmann              | Téglás Judit      |
| Bruun apja, Lucas ügyvédje    | Ole Dupont                    | nem szólal meg    |

- További magyar hangok: Boldog Emese, Boldog Gábor, Bor László, Csúz Lívia, Fehér Péter, Joó Gábor, Kis-Kovács Luca, Martin Adél, Nagy Gereben, Pál Dániel Máté, Presits Tamás, Pupos Tímea, Szrapkó Norbert, Vári Attila

### Magyar változat
A magyar változatot a Fantasy Film megbízásából az Active Kommunikációs Kft. készítette 2013-ban. Forgalmazója és DVD-forgalmazója a Fantasy Film.
- Magyar szöveg: Szojka László
- Hangmérnök: Másik Zoltán
- Vágó: Wünsch Attila
- Gyártásvezető: Földi Gabriella
- Szinkronrendező: Kemendi Balázs
- Produkciós vezető: Földi Tamás
- Felolvasó: Korbuly Péter

## Forgatás
A filmet a Zentropa készítette 20 millió dán koronás költségvetésből. A svéd Film i Väst és a Zentropa International Sweden is támogatta. A további támogatók között volt a Dán Filmintézet, a DR dán állami rádió- és tévétársaság, az Eurimages, a Nordisk Film & TV Alap, a Svéd Filmintézet, a Svéd Televízió és a MEDIA Programme.

## Megjelenés

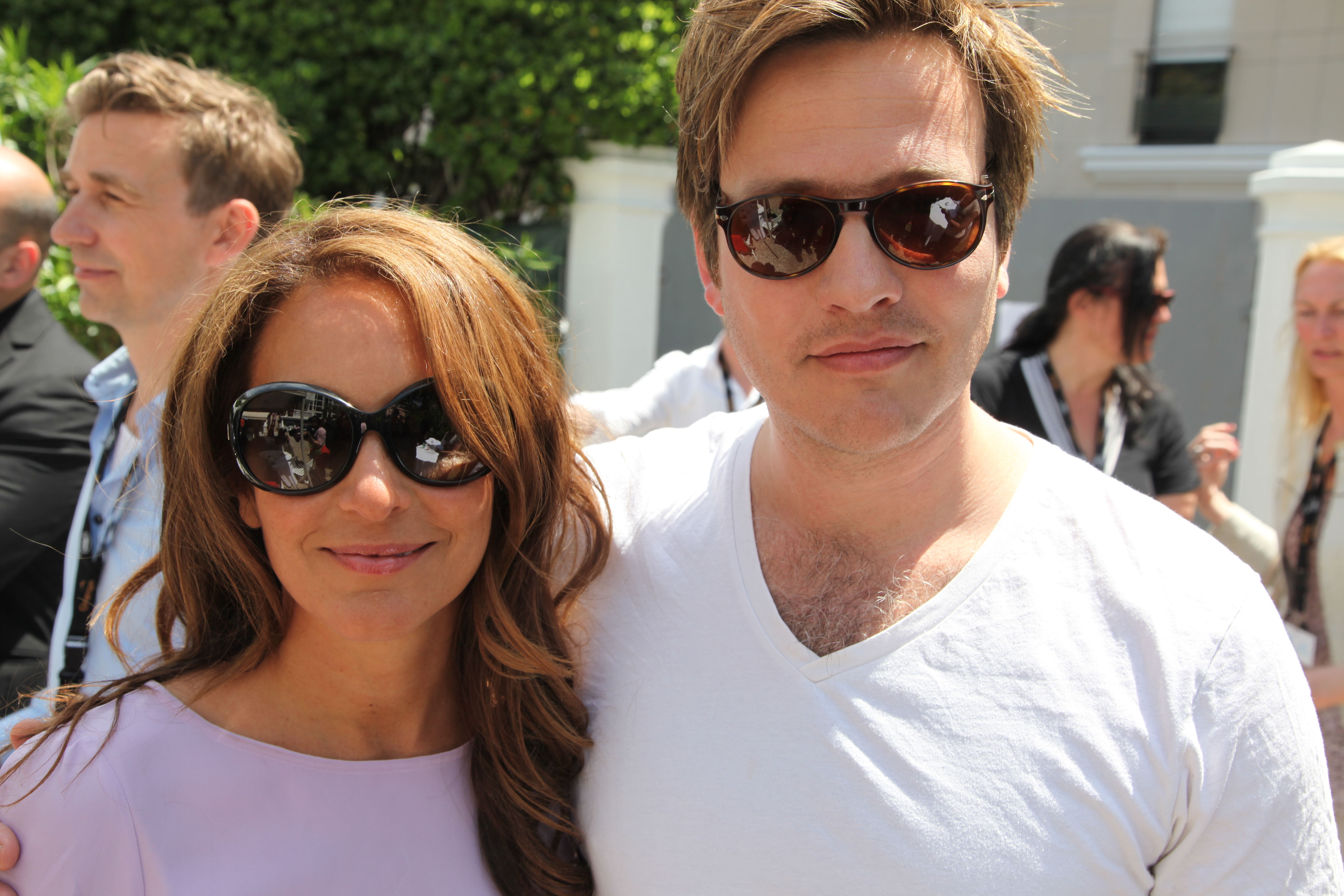
Alexandra Rapaport és Thomas Vinterberg a 2012-es cannes-i filmfesztiválon

A vadászat a 2012-es cannes-i fesztiválon indult, május 20-án mutatták be mint 1998 óta az első dán nyelvű filmet. A főszereplő Mads Mikkelsen elnyerte a legjobb férfi alakítás díját. Ezután szeptemberben a Torontói Nemzetközi Filmfesztivál programjában szerepelt.
A Nordisk Film 2013. január 10-én mutatta be Dániában. Magyarországon 2013. február 21-től kezdték játszani a mozikban. A film 2013. május 7-én jelent meg DVD-n és Bluray lemezen.

## Magyar nyelvű kritikák
- A gyerekek nem hazudnak? – Papp Eszter, Origo
- Pite, kutya, zaklatás – Iványi Zsófia, Mancs
- A gyerekek sohasem hazudnak? – Illés Heni, Filmpont[halott link]
- Vadászjelenetek Dániából – Schalk Endre Kornél, Kortárs Online[halott link]
- A vadászat – Marosi Z. András, KultOn[halott link]
- A vadászat – Pedofil-bélyeg és ártatlanság – Kölnei Lívia, Talita.hu

## Fordítás
Ez a szócikk részben vagy egészben  a   The Hunt (2012 film) című angol Wikipédia-szócikk ezen változatának fordításán alapul.  Az eredeti cikk szerkesztőit annak laptörténete sorolja fel. Ez a jelzés csupán a megfogalmazás eredetét és a szerzői jogokat jelzi, nem szolgál a cikkben szereplő információk forrásmegjelöléseként.